# スティーヴン・スナイダー
スティーヴン・スナイダー（Stephen Snyder, 1957年-　）は、アメリカの日本文学研究者、ミドルベリー大学教授。1991年、イェール大学で永井荷風の研究により博士号取得。村上龍、小川洋子などを英訳する。

## 著書
- Fictions of Desire :Narrative Form in the Novels of Nagai Kafū. Honolulu : University of Hawaii Press, c2000.（欲望の虚構-永井荷風の物語形式）

## 共編
- In Pursuit of Contemporary East Asian Culture/ Xiaobing Tang 共編　Boulder,Colo. :Westview Press, 1996.
- Ōe and Beyond : Fiction in Contemporary Japan  フィリップ・ガブリエル共編　University of Hawai’i Press, c1999　（大江健三郎を越えて　現代日本の小説）

## 翻訳
- Out　桐野夏生「OUT」講談社インターナショナル, c2003.
- Rivalry :A Geisha's Tale 永井荷風「腕くらべ」New York : Columbia University Press, 2007
- The Diving Pool :Three Novellas 小川洋子 New York : Picador, 2008.
- The Housekeeper and the Professor 小川洋子「博士の愛した数式」New York : Picador, 2009.
- Hotel Iris 小川洋子「ホテル・アイリス」New York : Picador, 2010.
- Remote Control 伊坂幸太郎「ゴールデンスランバー」講談社インターナショナル 2010.
- Coin Locker Babies 村上龍「コインロッカー・ベイビーズ」